# Makin' Time
I Makin' Time sono una mod revival band inglese in attività tra il 1984 ed il 1986.

## Storia
Nascono nel 1984 nella contea delle West Midlands in Inghilterra seguendo la seconda ondata del mod revival, e prendono il nome dalla canzone Making Time, secondo singolo estratto da We Are Paintermen della mod band The Creation.
Nel 1985 pubblicano il loro primo album in studio Rhythm And Soul prodotto da Pat Collier, già produttore dei Katrina and the Waves, dal quale escono i singoli Here is my Number e Feels Like It's Love, tutti editi su etichetta Countdown Records. Si caratterizzano per un suono fortemente pop, come molte altre band del tardo mod revival, ma sempre legato a sonorità nere come il soul ed il rhythm and blues.
L'anno successivo pubblicano il loro secondo e ultimo album No Lumps Of Fat or Gristle Guaranteed, che non riscuote il successo del precedente lavoro, portando allo scioglimento del gruppo.
Dopo i Makin' Time, il bassista Martin Blunt fonda nel 1988 i The Charlatans, insieme al cantante Tim Burgess, il cantante e chitarrista Mark Gounden forma un gruppo powerpop chiamato The Upper Fift, la cantante e organista Fay Hallam forma i Prime Movers insieme a Graham Day dei The Prisoners, e successivamente i Fay Hallam Trinity, suo progetto solista.

## Formazione
- Mark Gounden - cantante, chitarrista
- Fay Hallam - cantante, organo hammond e tastiere
- Martin Blunt - basso
- Neil Clitheroe - batterista

## Discografia

### Album in studio
- 1985 - Rhythm And Soul
- 1986 - No Lumps of Fat or Gristle Guaranteed

### Album live
- 1987 - Time Trouble and Money

### Raccolte
- 2003 - Rhythm

### Singoli
- 1985 - Here is my Number
- 1985 - Feels Like It's Love
- 1986 - Pump It Up (cover di Elvis Costello and the Attractions del 1978)